# Kerstin Hall
Kerstin Elisabet Hall, född 7 maj 1929 i Mjölby, död 29 mars 2017, var en svensk överläkare och medicinsk forskare. Hon disputerade 1972 vid Karolinska Institutet där hon från 1980 var professor och överläkare i endokrinologi. Hon gick i pension 1995.
År 1989 utnämndes hon till ledamot av Vetenskapsakademien.